# Luis Ángel González Macchi
Pour les articles homonymes, voir Luis González (homonymie), González et Macchi.
Luis González Macchi, né le 13 décembre 1947, est un avocat et homme d'État paraguayen, président de la République du 29 mars 1999 au 15 août 2003.

## Biographie
Son père est ministre de la Justice sous Stroessner. Il est lui-même un bureaucrate sous le régime.

### Présidence de la République
Son accession à la présidence de la République, non acquise par une élection au suffrage universel direct, résulte de l'application des règles constitutionnelles : le 23 mars, alors que la Chambre des députés avait entrepris une enquête susceptible de conduire à la destitution de Raúl Cubas Grau, président de la République depuis le 15 août 1998, et que le vice-président de la République, Luis María Argaña, était pressenti pour lui succéder, celui-ci est assassiné.
L'opinion publique soupçonnant l'implication directe du président Cubas dans l'assassinat du vice-président Argaña, la pression exercée sur Raúl Cubas est telle que celui-ci est contraint à la démission, moins de huit mois après son entrée en fonctions. En qualité de président du Sénat, González Macchi hérite de la présidence de la République
Il doit faire face à une procédure de destitution un an après son arrivée au pouvoir. Il est en effet accusé d'avoir détourné 16 millions de dollars et d'avoir acheté une BMW volée avec un chèque de 80 000 dollars tiré sur le compte de la présidence. Il parvient cependant à se maintenir au pouvoir à la faveur d'une "guerre de clans" à l'intérieur du Parti colorado. Très impopulaire, il tente d'apaiser le mécontentement en acceptant de suspendre le processus de privatisations.
Il déclare l'état d'urgence en juillet 2002. La répression de manifestations contre son gouvernement fait plusieurs morts et conduit à des centaines d'arrestations.
Accusé de blanchiment d’argent, Luis González Macchi est condamné en 2006 à huit ans de prison. Il s'agit du premier président de la République condamné dans l'histoire du pays.